# He Jiahong
Dans ce nom chinois, le nom de famille, He, précède le nom personnel Jiahong.
He Jiahong (chinois : 何家弘), né en 1953 à Pékin, est un universitaire chinois, spécialiste en droit, systèmes judiciaires et criminalistique, ainsi qu'un essayiste, un auteur chinois de roman policier et un éditeur.

## Formation et carrière
Auteur d’origine mandchoue, il naît en 1953 à Pékin. En 1969, son adhésion aux idées communistes le conduit à se porter volontaire à seize ans pour effectuer son service paysan dans une ferme dans la province de Heilongjiang, à l’extrême Nord de la Chine. En septembre 1971, sa foi dans l'idéal communiste est ébranlée quand Lin Biao, successeur désigné de Mao Zedong, est tué dans un accident d’avion en essayant de fuir la Chine, « Lin Biao [avait été] une sorte de modèle, mais ensuite, ils ont dit qu’il avait trahi le pays et était mauvais. J’étais perdu ».
En 1977, il est de retour à Pékin, mais ses origines familiales (son père et son grand père étaient membres du Kuomintang et donc He Jiahong a été classé dans les « catégories noires » de la population) ne lui permettent pas, dans un premier temps, d'entrer à l'université. Il devient donc ouvrier du bâtiment, puis plombier. En 1979, il réussit enfin à intégrer l'université Renmin de Chine pour étudier le droit et obtient sa licence en 1983, puis son master en 1986. Il poursuit ses études aux États-Unis, où il obtient un doctorat en droit à l'université Northwestern de Chicago en 1993. De retour en Chine, il reprend l'enseignement et participe aux réformes des procédures judiciaires chinoises.
Devenu spécialiste de procédure pénale et de criminologie, il enseigne aujourd’hui à l'université Renmin de Chine. Plusieurs de ses romans policiers ont été traduits en anglais, italien, espagnol et français. He Jiahong est aussi l'auteur d'ouvrages ou d'articles de droit.
« Correspondant d'Amnesty International, il a très souvent exprimé ses positions contre la peine de mort et la prolifération des armes ».

## Ses romans
Le héros des romans policiers de He Jiahong est un brillant avocat et détective privé, formé aux États-Unis, nommé Hong Jung. Il est assisté par Song Jia, intelligente, astucieuse et secrètement amoureuse de lui, qui peut jouer un rôle non négligeable dans le dénouement de l'intrigue.
Les romans de He Jiahong contiennent certaines critiques de la société chinoise, notamment la corruption dénoncée dans Le Mystérieux Tableau ancien. Ce roman, présenté comme un essai par He Jiahong, illustre selon son auteur la méthode de la déduction utilisée par certains romans policiers. Il s’agit de partir du personnage, soupçonné d’être l’auteur du crime, et de mener une enquête qui devra prouver si cette personne est coupable ou innocente. Ainsi, l’avocat Hong Jung devine très tôt l’identité du coupable et s’évertue à découvrir le comment et le pourquoi de son crime.

## Œuvre

### Romans

#### SérieHong Jung
- Feng Nü (1995) Publié en français sous le titre Crime de sang, Paris, Éditions de l’Aube, coll. « L'Aube noire », 2005  (ISBN 2-7526-0078-X) ; réédition, Paris, Éditions de l'Aube, coll. « L'Aube poche. Polar », 2014  (ISBN 978-2-8159-0223-6)
- Long yan shi zhi mi Ren sheng wu qu (1996) Publié en français sous le titre L’Énigme de la pierre Œil-de-dragon, Paris, Éditions de l’Aube, coll. « L'Aube noire », 2004  (ISBN 2-87678-926-4) ; réédition, Paris, Éditions de l'Aube, coll. « L'Aube poche », 2011  (ISBN 2-7526-0145-X)
- Gushi muhou de zuie (1996) Publié en français sous le titre Crimes et délits à la Bourse de Pékin, Paris, Éditions de l’Aube, coll. « L'Aube noire », 2005  (ISBN 2-7526-0199-9) ; réédition, Paris, Éditions de l'Aube, coll. « L'Aube poche », 2011  (ISBN 978-2-8159-0253-3)
- Shenmi de guhua (1997) Publié en français sous le titre Le Mystérieux Tableau ancien, Paris, Éditions de l’Aube, coll. « L'Aube noire », 2002  (ISBN 2-87678-676-1) ; réédition, Paris, Éditions de l'Aube, coll. « L'Aube poche. Polar », 2014  (ISBN 978-2-8159-0813-9)
- Wu zui mou sha (2012) Publié en français sous le titre Crime impuni aux monts Wuyi, Paris, Éditions de l’Aube, coll. « L'Aube noire », 2013  (ISBN 978-2-8159-0588-6) ; réédition, Paris, Éditions de l'Aube, coll. « L'Aube poche. Polar », 2014  (ISBN 978-2-8159-1023-1)

### Autres romans
- Hei bian fu, bai, bian fu (1999)
- Shuang xue xing ren (2003)
- Hao men xue an (2003)
- Zhen ju de yu yan : fa xue xin si wei lu (2009)
- Xing zhi zui (2011)

### Monographies[8]
- Legal English-American Legal System (Fourth Edition), Chief Editor, Law Press, 2008
- Legal Essays Series, China Legal Publishing House, 2008
- Record of Actual Legal Events Series, China People's Public Security University Press, 2009

### Articles
- The Definition Standard of Presumption, Legal Science, no 10, 2008
- The Big Trend of Criminal Justice, Journal of National Prosecutors College, no 3, 2009
- Anti-corruption: Through Severe Punishment, Stringent Investigation or Strict Precautions, People's Procuratorial Semimonthly, no 7, 2009

## Sources
: document utilisé comme source pour la rédaction de cet article.
- Claude Mesplède (dir.), Dictionnaire des littératures policières, vol. 1 : A - I, Nantes, Joseph K, coll. « Temps noir », 2007, 1054 p. (ISBN 978-2-910-68644-4, OCLC 315873251), p. 946-947